# Kristianopel
Kristianopel (früher Christianopel) ist ein kleiner schwedischer Ort mit 88 Einwohnern (2015) am südlichen Ende des Kalmarsund in der Gemeinde Karlskrona, die in der Provinz Blekinge län liegt. Die Siedlung war im 17. Jahrhundert eine strategisch wichtige dänische Stadt im Grenzgebiet zu Schweden.
Objekte, die heute von dieser Bedeutung zeugen, sind die 3 Kilometer lange Stadtmauer mit Bastionen nach italienischem Vorbild, die zwischen 1603 und 1606 errichtet wurden. Von der Mauer sind die West- und die Südseite am besten erhalten. Außerdem gab es ein Bollwerk, eine Reihe von in die Erde gerammten Pfählen, die den Feind schon vor der Stadtmauer am Vorankommen hindern sollten. Auf diesen Pfählen steht heute eine Windmühle.

## Geschichte
Kristianopel wurde 1599 auf Order des dänischen Königs Christian IV. als Ersatz für die frühere Stadt Avaskär planmäßig angelegt. Im Laufe des Kalmarkrieges wurde die Stadt 1611 kurzzeitig durch den schwedischen Prinz Gustav Adolf eingenommen. Die Schweden brannten den Ort nieder und ließen die alte Kirche abreißen. Die heutige Dreifaltigkeitskirche entstand zwischen 1618 und 1624. 1622 wurden die Stadtrechte von Avaskär und der nicht weit entfernten Stadt Lyckå auf Kristianopel übertragen. Nach dem zwischenzeitlichen Verlust der Stadtrechte und einer umfassenden Befestigung des Ortes im Jahre 1637 erhielt Kristianopel 1648 erneut die Stadtrechte.
Die Stadt war damit der östlichste Teil einer Reihe von Befestigungsanlagen, die Dänemark zu dieser Zeit an seiner Grenze zu Schweden errichtete. Kurze Zeit später wurde der Ort von schwedischen Truppen verwüstet. Zur Abnahme der Bedeutung der Stadt trug auch bei, dass Blekinge 1658 im Frieden von Roskilde an Schweden fiel. Trotzdem wurde die Befestigung noch im selben Jahr wieder instand gesetzt. 1663 beschloss man den Abriss der Verteidigungsanlagen, doch 1670 und 1672 wurden sie erneut renoviert. Ein Jahr später entschloss man sich zu einer Konservierung des Ortes.
Nachdem Schweden 1676 die Besatzung der Festung nach Karlshamn überführt hatte, wurde Kristianopel am 25. September desselben Jahres von einer dänischen Kampfeinheit eingenommen. Die Dänen setzten die halb verfallenen Mauern instand und machten den Ort zu einer wichtigen Basis der Snapphanar (Bevölkerungsteile Skånelands, die sich gegenüber Dänemark loyal verhielten). Am 22. Februar 1677 wurde Kristianopel wieder von Schweden erobert. Die Befestigungsanlagen wurden teilweise abgetragen, da man den Ort als gefährlich für Schwedens Sicherheit ansah. 1678 erfolgte der Befehl, dass kein einziges Haus stehen bleiben sollte, und die Bevölkerung musste in die Orte Ronneby, Växjö und Karlshamn umziehen.
1952 wurde Kristianopel in die Landgemeinde Jämjö (Jämjö landskommun) eingemeindet. Mit dieser gehört es seit 1974 zu Karlskrona.

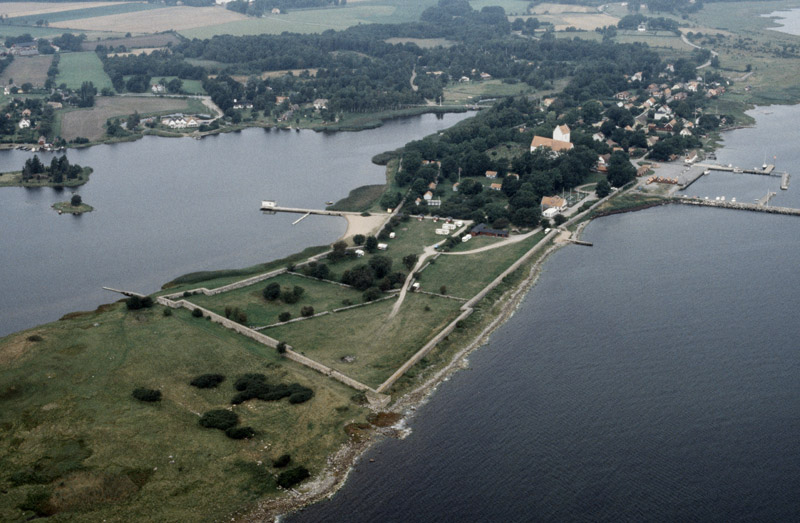
Luftbild
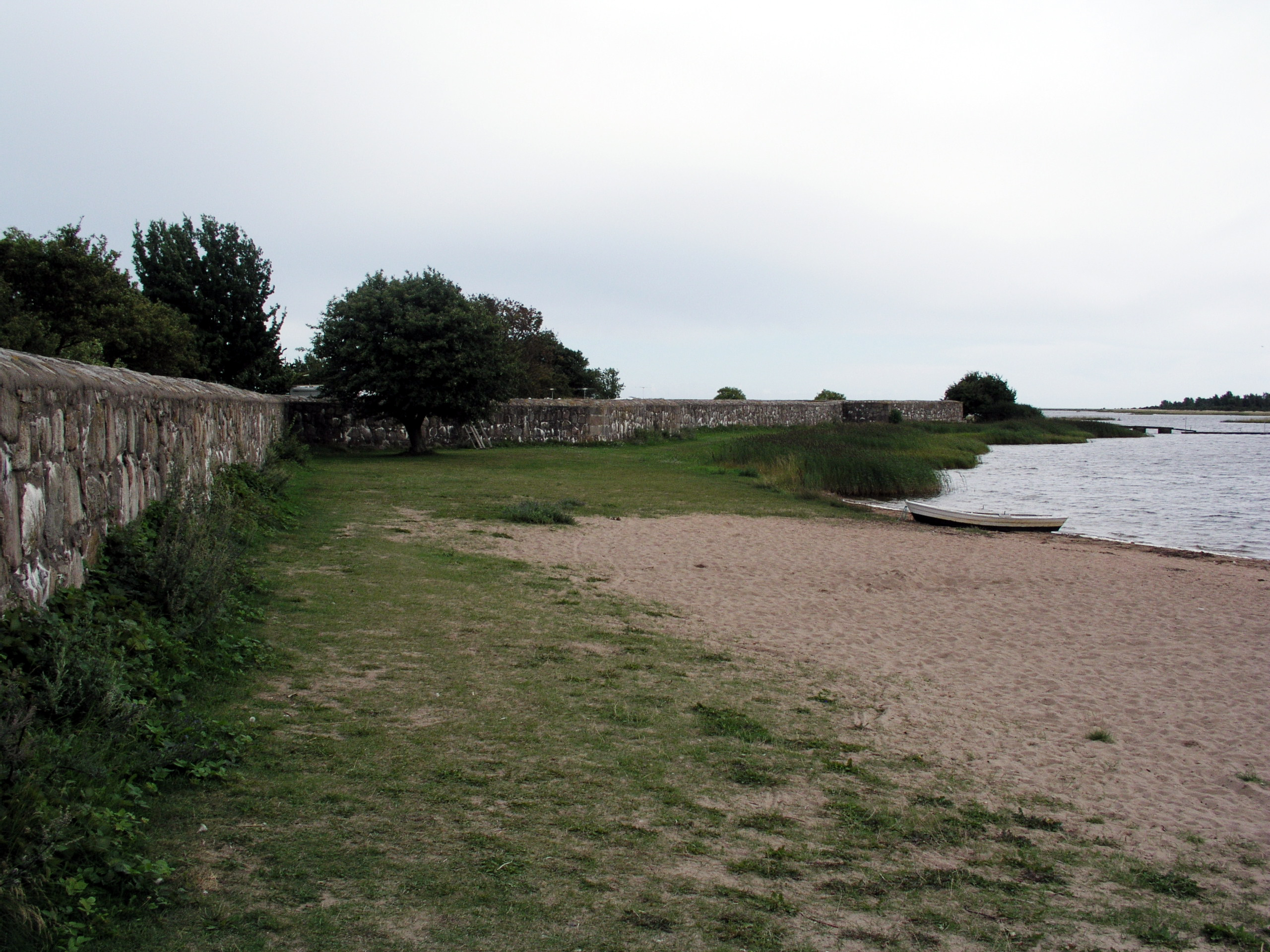
Ein Abschnitt der Stadtmauer
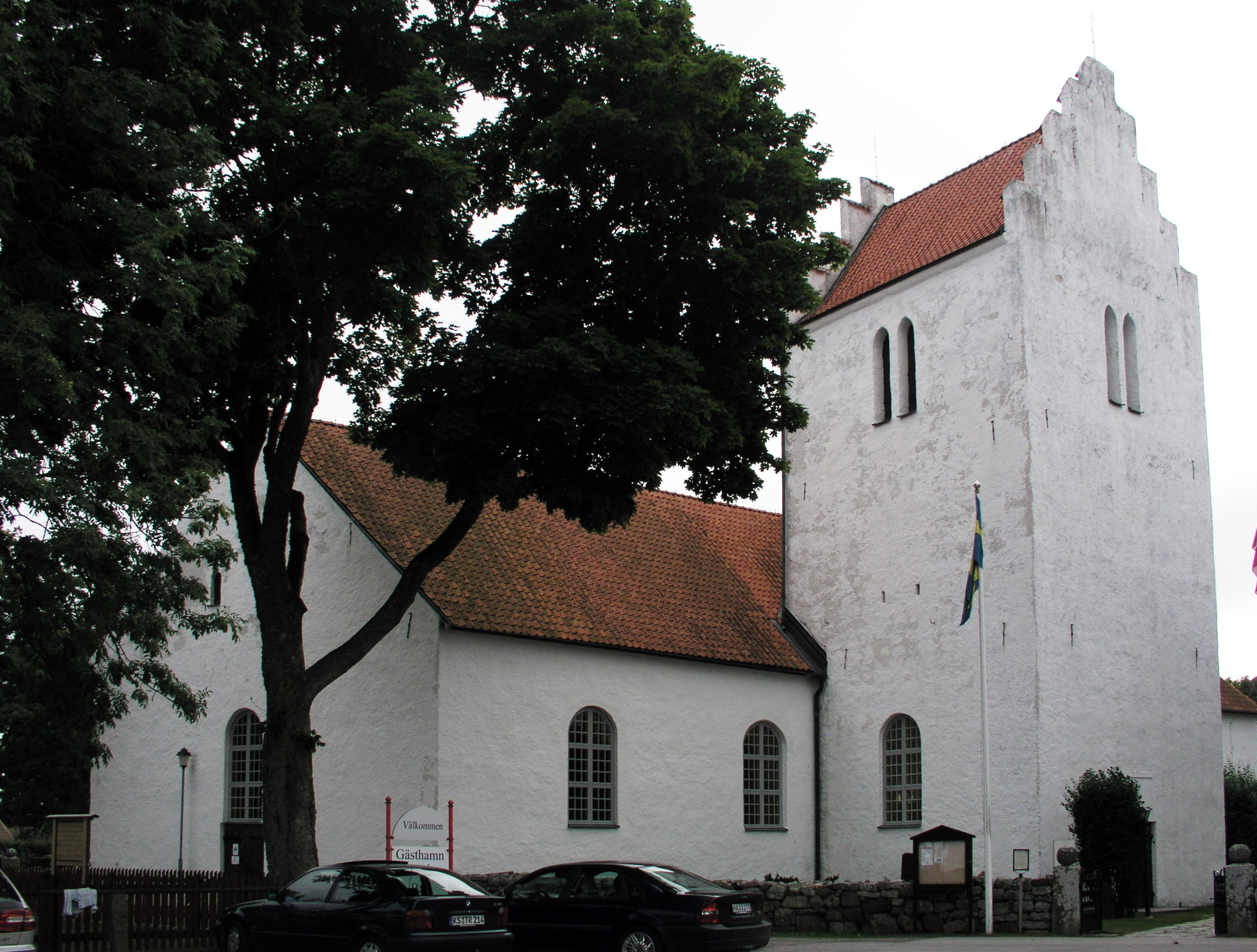
Heilige Dreifaltigkeitskirche
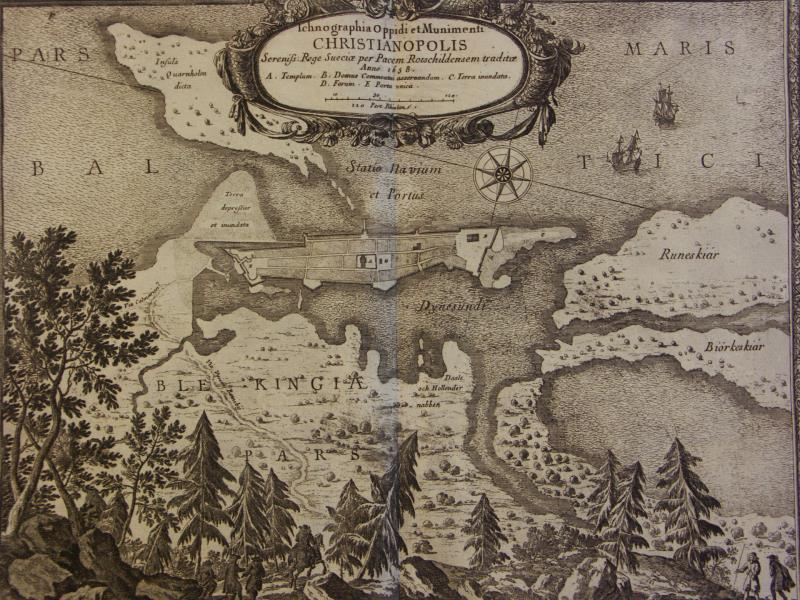
Kupferstich Christianopolis’ von 1729